# 千葉フォルニア
千葉フォルニア（ちばフォルニア）、ないし、袖フォルニア（そでフォルニア）は、千葉県袖ケ浦市の工業地帯の一角、袖ケ浦海浜公園に近い市道である海浜公園通りから西向きに海に臨む景観の通称。
Google マップでは、袖ケ浦市南袖32付近に「千葉フォルニア」として「観光名所」の表示がなされる。

## 概要
国道16号線から北上して袖ケ浦海浜公園に向かうと、直線道路の海に面した側に、ワシントンヤシ98本が直線状に並ぶように植樹された細長い緑地帯が伸びている。このヤシの列がカリフォルニアやハワイを連想させるとして、コマーシャルやミュージック・ビデオのロケーション撮影が行われるなどして注目され、ブログなどを通して広く知られるようになった。2016年9月に、この直線道路の北端に位置する袖ケ浦海浜公園で開催された氣志團万博にゲスト出演した矢沢永吉がステージ上で「ここハワイかよと感じた」と話したことも話題になり、人気が高まった。
自動車やバイクを入れて写真を撮ると「インスタ映え」すると評判になったこともあり、バイクや車で集まってくる者も多く、西側に海があるため夕陽の光景を目当てに訪れる者も多い。

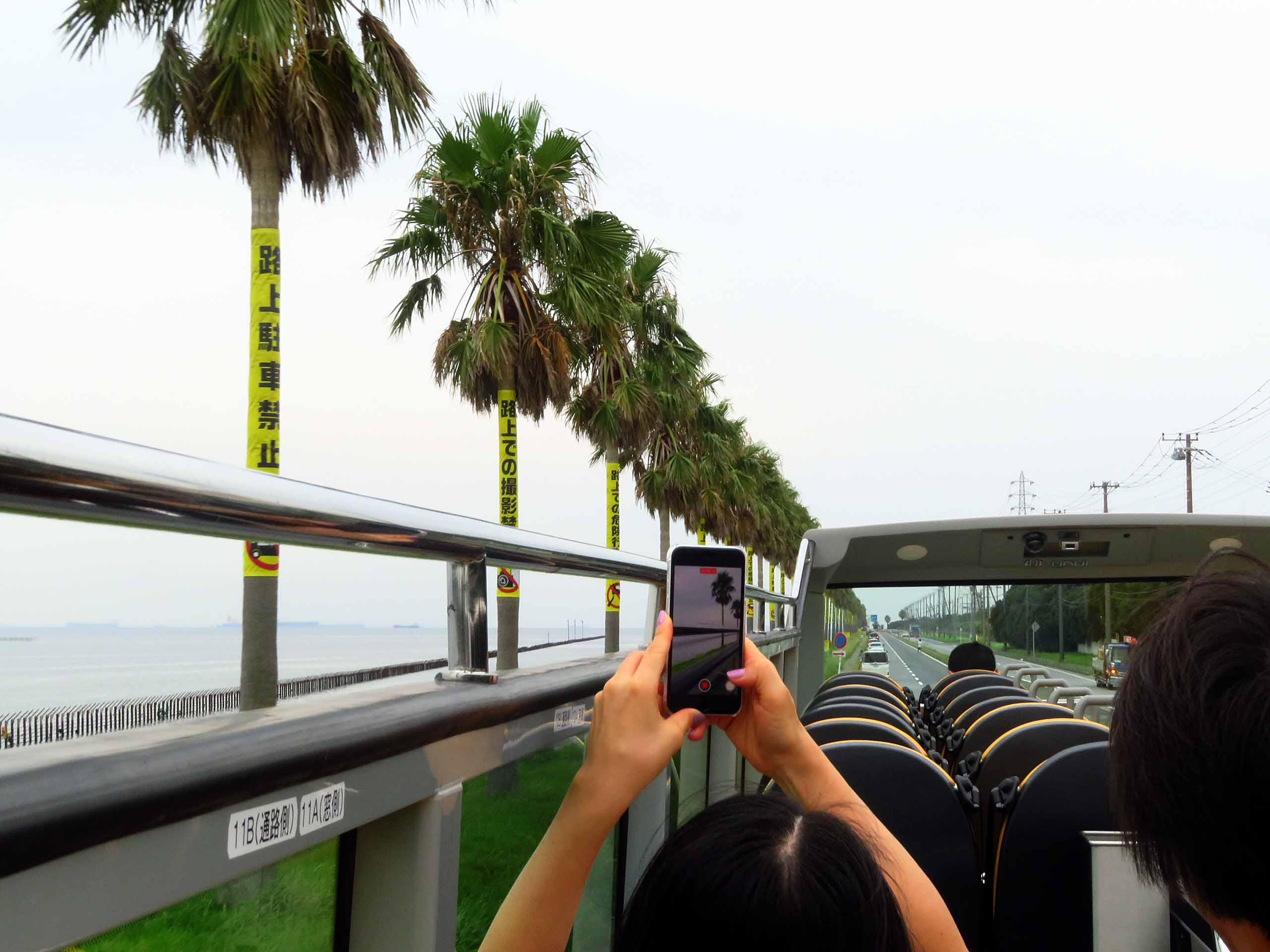
ヤシの幹に巻かれた「路上駐車禁止」「路上での撮影禁止」の警告表示（スカイバス東京より、2022年8月撮影）

袖ケ浦市でも観光資源として考えていたが、この区間は駐車禁止であり工業地帯のためトラックの通行も多いが、撮影のために長時間の路上駐車が多く見られ、近隣の工場から苦情が出るようになり、一時は伐採も検討された。
ヤシの幹と空を仰ぐ写真を撮影しようと道路に寝転がり、また中央分離帯に立つ人も出て、2018年から2020年まで人身事故15件が発生し、うち1件は死者が出た。2022年3月30日に、市は注意喚起のためヤシの幹40本に「路上駐車禁止」「路上での危険行為禁止」「路上での撮影禁止」と書かれた縦3メートルの黄色地に黒文字のシートを巻くことで「インスタ映え」しないように対処した。

## 撮影地となった事例
- （CM）トヨタ・アクア G[3]
- （MV）E-girls「E.G. summer RIDER」[4]